# Marin Lungu
Marin Lungu (n. 25 iunie 1937, Slatina, Olt, România – d. 16 iunie 2020, Craiova, România) a fost deputat român în legislatura 1992-1996, ales în județul Dolj pe listele PSM. În 1996, Marin Lungu a devenit deputat neafiliat. În cadrul activității sale parlamentare, Marin Lungu a fost membru în grupurile parlamentare de prietenie cu Republica Federală Iugoslavia și cu Republica Polonă. Marin Lungu a fost lector universitar la Universitatea din Craiova.
A fost primar al Craiovei între anii 1986-1988.

## Legături externe
- Marin Lungu Arhivat în 20 iunie 2024, la Wayback Machine. la cdep.ro

1. ↑  Marin LUNGU - Curriculum Vitae
2. ↑   https://cvlpress.ro/17.06.2020/s-a-stins-din-viata-fostul-primar-al-craiovei-marin-lungu/ Lipsește sau este vid: |title= (ajutor)
3. ↑  -. „S-a stins din viață fostul primar al Craiovei, Marin Lungu - Cuvântul Libertății”.
4. ↑  Canțăr, Mircea. „Un om al Cetății: Marin Lungu - Cuvântul Libertății”.